# Josep Maria Solà-Solé
Josep Maria Solà-Solé (Igualada, Anoia 1924 - Barcelona 2003) fou un semitista català.
Estudià a la Universitat de Barcelona i amplià estudis a les universitats de París i Heidelberg. Fou lector a la universitat de Tübingen i professor a la universitat catòlica de Washington DC. Era especialista en epigrafia semítica antiga (sud-aràbic, fenici) i estudià inscripcions feniciopúniques del sud de la península Ibèrica i d'Eivissa. Publicà també alguns articles sobre els arabismes en català i castellà. També ha publicat el Butlletí de la Fundació Paulí Bellet. El 2000 va rebre la Creu de Sant Jordi.

## Obres
- Sobre árabes, judíos y marranos y su impacto en la lengua y literatura españolas (1983)
- Jo i els anys. Memòries anotades d'un professor rodamón (1984)
- La guerra dels cristos i el cas de l'Emília (1988)
- Las jarchas romances y sus moaxajas (1990)
- No tots som fills del mateix Déu (1990)
- Els vells mai no arreglaran el món (1997)
- Quatre escriptors de la diàspora catalana (1996)